# Bulbophyllum peyerianum
Bulbophyllum peyerianum é uma espécie de orquídea (família Orchidaceae) pertencente ao gênero Bulbophyllum. Foi descrita por Friedrich Fritz Wilhelm Ludwig Kraenzlin e Gunnar Seidenfaden em 1973.